# Bikaner
|  | Per a altres significats, vegeu «Bikaner (desambiguació)». |

Bikaner fou un estat de la Rajputana al nord de l'agència, amb una superfície de 60.375 km², el segon més gran dels estats rajputs. Tenia un agent del governador general i formava per si sol l'agència de Bikaner. La capital era Bikaner (ciutat).

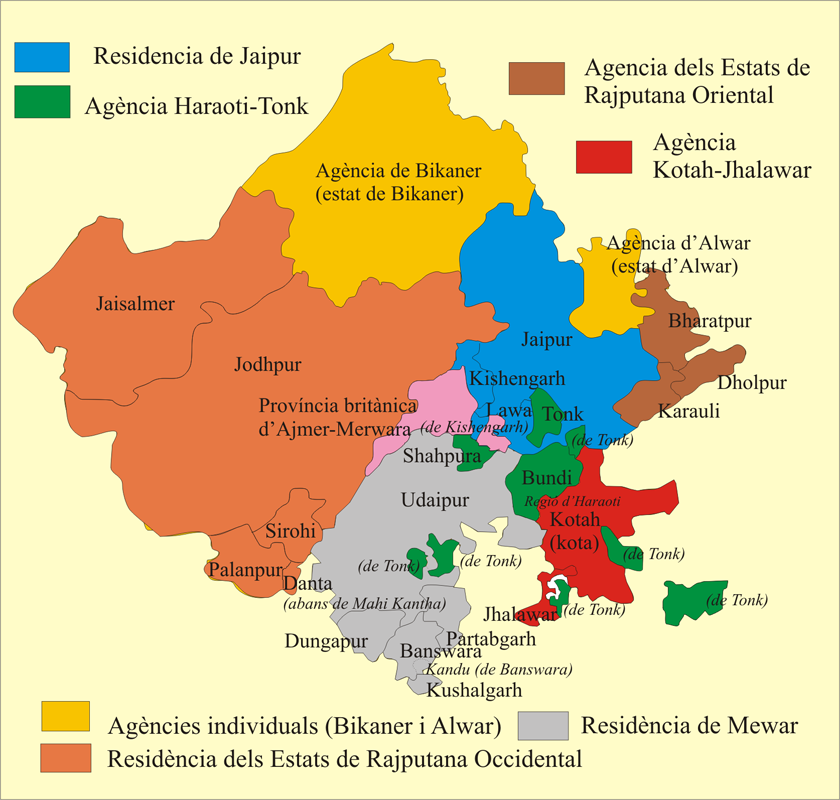
Agència de Bikaner (al nord-oest) dins l'agència de la Rajputana; Bikaner fou una de les dues agències formades només per un principat

## Geografia
Limitava al nord i oest amb l'estat de Bahawalpur, al sud-oest amb Jaisalmer, al sud amb Marwar, al sud-est amb Jaipur (districte de Shakhawati), a l'est amb Loharu i Hissar, i al nord-est amb Ferozepore. La part sud i oriental de l'estat estava format per la plana arenosa de Bagar i al nord-oest es troba el Gran Desert Indi, sent la part fèrtil el nord-est. La major altura és a 183 metres prop de Gopalpura.
El país se sec i desolat excepte en temps de pluja que verdeja. Els dos únics rius són el Ghaggar al nord-est (sec excepte en temporada de pluges) i el Katli a l'est, el riu de Jaipur, que entra uns quilòmetres a territori de Bikaner. Hi ha dos llacs salats: Chhapar (al sud, prop de Sujangarh) i Lunkaransar (a 82 km al nord de la capital); dels llacs artificials el més notable és el de Gajner a 30 km al sud-oest de la capital amb el palau del maharaja. La temperatura mitjana és de 27 graus a l'estiu però a l'hivern arriba a baixar fins a 5 graus sota zero. La pluviometria mitjana és d'uns 200 cm3, dos terços dels quals al juliol i agost.

## Població i religió
La població el 1901 era de 584.627 persones el 1901. El 1931 la població era de 936.218 persones.
El 1901 la majoria (prop de 500.000 habitants) era hindú de religió; 66.000 eren musulmans i 23.000 jains. A l'estat existia la secta dels alakhgirs fundada el 1830 per Lalgir, membre de l'alta casta dels chamars; el seu nom deriva de "l'incomprensible" (alakh) al que apel·laven (la seva única paraula en el culte era repetir contínuament Alakh); practicaven la caritat i negaven la idolatria; encoratjaven l'ascetisme; la recompensa era la puresa la contemplació i la serenitat, ja que no hi havia més enllà i tot s'acabava amb la mort quan el cos es descomponia i tornava a la terra; els alakhgirs es consideraven una branca dels jains; portaven robes vermelles com els dadupanthis.
En la divisió per castes, la principal era la dels jats amb 133000 membres (22%) i seguien els bramans (11%) chamars o balais (10%), mahajans (10%), i rajputs (9%) la majoria del clan rathor. L'única casta exclusiva de l'estat era la dels raths (17.700) que vol dir "cruels".
La llengua principal era el marwari, una de les quatre divisions del rajasthaní.

## Economia i comunicacions
El 71% de la població estava ocupat en l'agricultura. De la superfície cultivada (2416 km²) només el 2% estava irrigat. Hi havia mines de carbó a Palana uns 20 km al sud de la capital, descobertes el 1898.
El 1889 es va començar a construir la secció del ferrocarril Jodhpur-Bikaner que creuava l'estat des de Marwar i segueix fins a Bathinda (al Panjab), i es va acabar el 1902. A la ciutat de Bikaner el tren va arribar el desembre del 1891.
L'estat disposava després de l'acord amb els britànics del 1904, de 29 oficines postals i 4 estacions de telègraf.
Les principals fams patides per l'estat foren les de 1834, 1849, 1860, 1868-1869, 1891-1892 i 1899-1900.

## Història
L'estat fou fundat per Bika, sisè fill del rao de Marwar Rao Jodha un rathor rajput. Vers el 1465 Bika, junt amb el seu germà Bida i el seu oncle Khandal va començar la conquesta del territori ocupat per diversos clans rajputs com els bhatis, els chauhans, els mohils i els johiyes, i pels jats, així com pel clan rajput dels bhattis (o bhatis) convertits a l'islam; Bika es va casar amb la filla del rao de Pugal, cap del clan bhati, i així va obtenir l'aliança del clan més poderós del territori. Després va aconseguir la submissió voluntària del principal clan dels jats, els godara, i la resta de clans va seguir aviat; el 1485 Bika va fundar la fortalesa de Bikaner (a la que va donar el seu nom) i el 1488 va començar a construir una ciutat a l'entorn.
Bika va morir el 1504 i els seus successor van estendre el territori fins al 1541 quan Maldeo de Marwar va envair l'estat i va matar a Rao Jet Singh, va entrar a Bikaner i va dominar la meitat del país, però en fou expulsat el 1544 per Kalyan Singh, fill i successor de Jet Singh; aquest mateix any Kalyan es va unir a les tropes imperials prop de Delhi i va avançar amb aquestes cap a Ajmer, i va estar present a la batalla lliurada prop d'aquesta ciutat en què Rao Maldeo fou derrotat. El 1570 Kalyan Singh va rebre a Akbar a Nagaur (a Marwar) on, per les seves proves de fidelitat, l'emperador es va casar amb la seva filla.
El 1571 Rai Singh va succeir a Kalyan, i va governar 40 anys; destacat general d'Akbar va lluitar a diversos punts de l'Índia i va rebre el títol de raja i 52 districtes entre els quals els d'Hissar i Hansi; a la llista de mansabdars era el segon després del cap de Jaipur; el 1586 la seva filla es va casar amb el príncep Salim que després fou l'emperador Djahangir. Rai Singh va construir una nova fortalesa a Bikaner.
Karan Singh (1631-1669), en la lluita entre els fills de Shah Djahan per la successió, va donar suport a Aurangzeb (o Awrangzeb) que va sortir vencedor; va servir a l'emperador al Dècan on va fundar tres ciutats que van quedar sota la seva jurisdicció (Karanpura, Padampura i Kesri Singhpura) i van estar en mans del darbar (govern del maharaja) fins al 1904 quan foren bescanviats amb els britànics (junt amb una quarta vila anomenada Kokanwari) per diversos poblets del districte d'Hissar i un pagament en metàl·lic.
Anup Singh (1669-1698) va servir també al Decan i va participar en la conquesta de Golconda, i va rebre el títol de maharaja. El segle XVIII es va caracteritzar per la lluita constant entre Bikaner i Jodhpur i alguns districtes foren perduts i conquerits diverses vegades.
El 1788 Surat Singh va pujar al tron. El 1808 es va produir la vuitena invasió de Bikaner per part de Jodhpur i fou quan l'exèrcit de Jodhpur estava assetjant la ciutat que el britànic Mountstuart Elphistone va passar per l'estat de camí cap a Kabul; Surat va demanar la protecció britànica però no li fou concedida, ja que llavors la política anglesa era una altra; entre 1809 i 1813 Surat, notori avar, va extorsionar als seus thakurs (nobles amb terres), i finalment va saquejar els seus territoris, va imposar fortes multes i en va matar alguns, fins que el 1815 va esclatar una revolta general; els thakurs expulsats van recuperar els seus dominis i van desafiar al darbar; Amir khan va aparèixer en escena el 1816, i el maharaja va haver de demanar la protecció britànica per segon cop, i aquesta vergada fou concedida mitjançant un tractat signat el 9 de març de 1818; forces britàniques van entrar a l'estat, van ocupar una dotzena de fortaleses (que van entregar al sobirà) i van aplanar la revolta.
Surat va morir el 1828 i el va succeir el seu fill Ratan Singh. Immediatament va esclatar un conflicte contra Jaisalmer i els dos estats van demanar l'ajut dels estats veïns; el govern britànic va intervenir i amb la mediació del sobirà d'Udaipur, el conflicte fou arranjat. El 1830 va demanar la intervenció britànica contra alguns nobles refractaris, però no li fou concedida.
En els següents anys el bandidatge es va desenvolupar a la frontera sud i sud-est i es va decidir crear la Brigada Shekawati per posar pau a la que el maharaja va contribuir amb una quantitat de 22000 durant set anys. La brigada, dirigida pel major Foster, va eliminar els thakurs que es dedicaven al saqueig. El 1842 va aportar 200 camells per l'expedició britànica a l'Afganistan i el 1844 va fer una rebaixa de les taxes de les mercaderies en transit.
Ratan Singh va morir el 1851 i el va succeir el seu fill Sardar Singh (1851-1872), que a la rebel·lió de 1857 va donar suport als britànics i fou recompensat amb alguns territoris; el seu govern fou bo al començament però els nombrosos canvis de ministres (18 ministres en 21 anys) van desorganitzar l'economia; el 1868 els thakurs es van tornar a revoltar i fou enviat un oficial polític britànic que va poder arranjar l'afer.

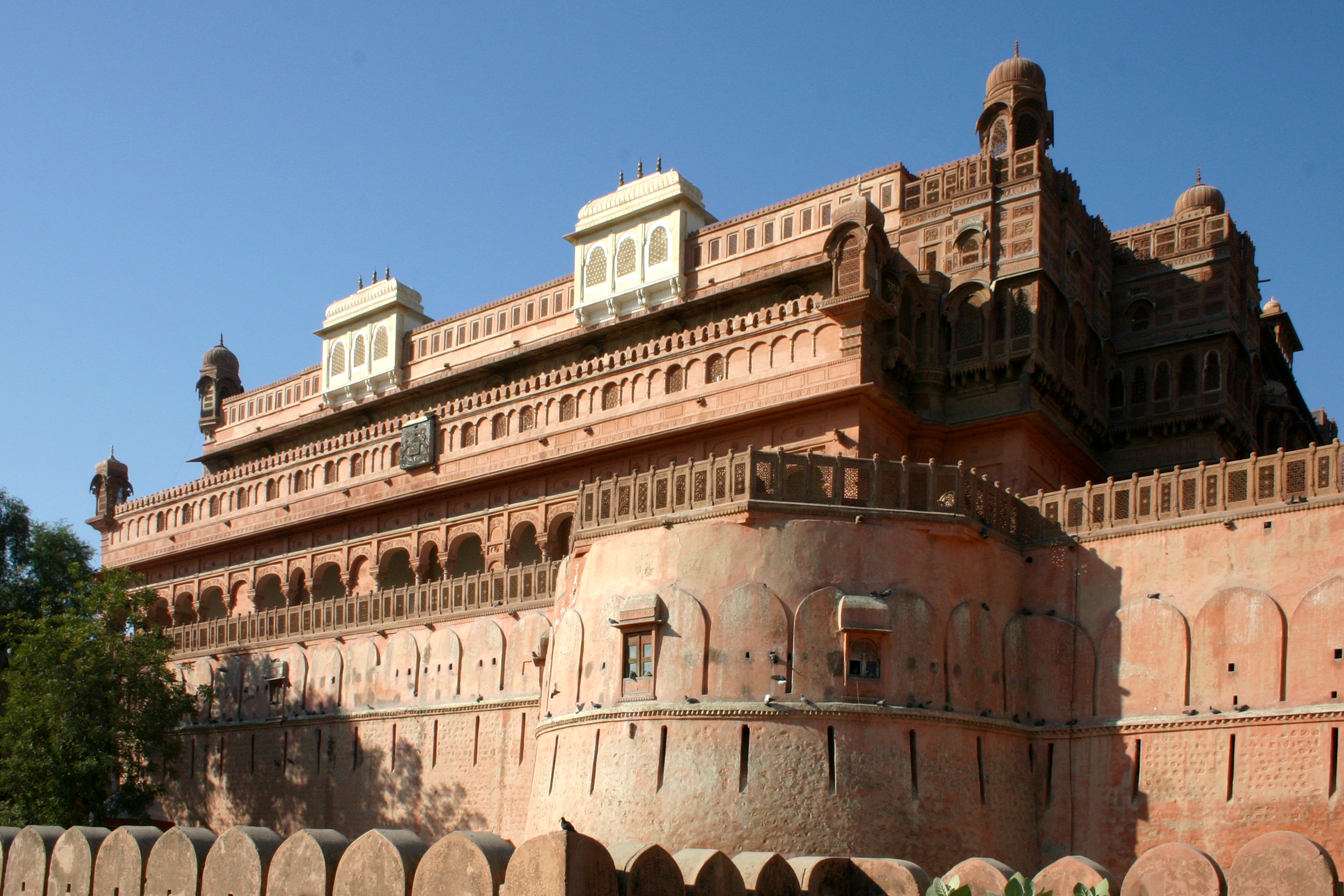
Fort de Junagarh a Bikaner

No va deixar fills i a la seva mort el 16 de maig de 1872 el va succeir un jove príncep de nom Dungar Singh per decisió de la viuda i els notables del regne que van formar un consell de regència, designació aprovada pel govern britànic; el seu govern fou reformador; ja durant la minoria es van introduir nombroses normes administratives noves; el 1872 es va fer un tractat amb els zamindars del Hanumangarh Pargana per 5 anys; es va obrir una presó i la primera escola de l'estat (1872); el 12 de setembre de 1872 fou declarat major d'edat encara que formalment el coronel Brook no li va traspassar els poders fins al 22 de gener de 1873. El seu pare Lal Singh fou nomenat president del consell d'estat en lloc del diwan Pandit Manpul; es va aixecar un cadastre de l'estat (1874 a 1880); es va casar el 22 de febrer de 1877 amb la filla del senyor de Katch Bhuj; les reformes van continuar i van tenir l'aprovació del coronel Bradford, agent del governador general; el primer cens es va fer el 1881; el 1883 els thakurs  de Mahajan (Ram Singh), Bidasar (Mahadur Singh), Sandwa (Hir Singh) i Jassana (Megh Singh) es van oposar a uns pagaments (que feien en lloc de serveis militars) però l'enviament d'una força britànica des de Nasirabad els va obligar a sotmetre's i foren desterrats però van poder tornar al cap de poc; el 1884 es va reorganitzar la policia i es va arranjar l'afer dels pagaments amb els thakurs (maig); una nova jurisdicció judicial (quatre nizamats) es va establir també el 1884 en lloc de les corts Sadar; una oficina postal britànica va obrir a l'estat l'1 de juliol de 1884; el 1886 fou el primer estat a introduir l'electricitat. Va morir el 19 d'agost de 1887 sense deixar fills, però prèviament havia adoptat al seu germà petit Ganga Singh (de 7 anys el 1887).
Ganga Singh va rebre tots els poders el 1898. Va participar en la campanya britànica a la Xina el 1901 dirigint el Bikaner Camel Corps, i va servir a Somaliland el 1904. El seu regnat es va caracteritzar pels grans avanços en tots els àmbits com educació, sanitat, subministrament d'aigua, electricitat, regadiu, correus i telègrafs, carreteres i ferrocarrils, comerç. La greu fam del 1899-1900 la va combatre amb tots els seus mitjans; aquesta fam va reduir un 30% de la població i la va deixar en 584.627 persones el 1901.
Va morir el 2 de febrer de 1943 a Bombai i el va succeir el seu fill Sadul Singh que va tenir un paper destacat en la integració dels principats a la Unió Índia després de la independència el 1947. El 7 d'abril de 1949 Sadul Singh va signar el protocol d'adhesió a la unió. En endavant va passar a formar part del Rajasthan. Sadul va morir el 1950.

## Administració i govern
El 1884 l'estat es va dividir en quatre nizamats governats per nazims: Bikaner, Reni, Sujangarh i Suratgarh, amb 200.000, 175000, 15000 i 70000 habitants. En total l'estat tenia 9 ciutats (1 Bikaner i 1 a Suratgargh, 4 a Reni i 3 a Sujangarh) i 2101 llogarets. Cada nizamat estava dividit en tashils (governats per tashildars) fins a un total d'11, i 7 sub-tashils governats per naib-tashildars.
El maharaja era el cap del poder executiu i estava assistit per cinc secretaris; també hi havia un consell de cinc membres principalment amb poders judicials (com a cort d'apel·lació). La legislació de l'Índia Britànica sobre codi penal i de procediment fou introduïda el 1897; els diversos governadors (naib-tashildars, tashildars i nazims) eren magistrats (de tercera, segona i primera classe).
La policia disposava de 900 efectius.

## Moneda i segells
El soldà de Delhi li va concedir la seva pròpia moneda de plata i coure al maharaja de Bikaner a la meitat del segle XVIII. El 16 de febrer de 1893, un acord amb els britànics va posar fi al dret d'emissió de moneda.
Segells emesos a Bikaner consten entre 1904 i 1950.

## Bandera i escut
La bandera de l'estat era vermella damunt de safrà horitzontal. La bandera d'estat portava un falcó complet de color blanc, al centre mirant al pal (el falco com el que apareix a l'escut). La bandera reial era la mateixa però amb l'escut complet al mig (de vegades usada com a bandera d'estat).
Alguns cossos militars disposaven també d'estendards sempre amb els colors vermell sobre safrà i el seu emblema al centre: la Karni Infantry (Bikaner State Infantry), la Ganga Camel Corps, La Sadul Light Infantry, i els Dungars Lancers, dels que també són conegudes les banderes regimentals (bicolors o monocolors).
L'escut està format per tres barres de gules en or amb 3 falcons de plata (2 dalt i un sota), de timbre un elm amb lambrequins i sobre ell un arbre; l'aguanten dos tigres de colors naturals. El lema en sànscrit (lletres daurades) sobre cinta blava de vora daurada,; la cinta està aguantada per elements daurats.

## Llista de governants
1. Rao Bika (1465-1504)
2. Rao Naro (1504-1505)
3. Rao Lunkaran (1505-1526)
4. Rao Jait Singh (1526-1541)
5. Kalyan Singh (1541-1571)
6. Rai Singh (1571-1612)
7. Dalpat Singh (1612-1614)
8. Sur Singh (1614-1631)
9. Karan Singh (1631-1669)
10. Anup Singh (1669-1698)
11. Sarup Singh (1698-1700)
12. Sujan Singh (1700-1736)
13. Zorawar Singh (1736-1745)
14. Gaj Singh (1745-1787)
15. Raj Singh (1787)
16. Pratap Singh (1787)
17. Surat Singh (1787-1828)
18. Ratan Singh (1828-1851)
19. Sardar Singh (1851-1872)
20. Dungar Singh (1872-1887)
21. Ganga Singh (1887-1943)
22. Sadul Singh (1943-1949)